# Roman Čejka
Roman Čejka (ur. 27 sierpnia 1993) – czeski żużlowiec.

## Życiorys
Brązowy medalista młodzieżowych indywidualnych mistrzostw Czech (2013).
Finalista indywidualnych mistrzostw Europy juniorów (Lublana 2011 – jako rezerwowy). Dwukrotny brązowy medalista drużynowych mistrzostw Europy juniorów (Divišov 2010, Opole 2013). Brązowy medalista drużynowych mistrzostw świata juniorów (Pardubice 2013).
W 2011 r. startował w rozgrywkach II ligi polskiej, w barwach klubu KSM Krosno.